# Pietro Simone Agostini
Pietro Simone Agostini, auch Piersimone Agostini, (* um 1635 in Forlì; † 1. Oktober 1680 in Parma) war ein italienischer Komponist.

## Leben und Wirken
Piersimone Agostini wurde u. a. wegen der Verwicklung in einen Mordfall aus seiner Heimatstadt verbannt. Er schlug danach eine militärische Laufbahn ein, in deren Verlauf er am Krieg um Kreta gegen die Türken teilnahm und wegen seiner Verdienste zum Ritter des Orden vom Goldenen Sporn ernannt wurde. Seine musikalischen Studien machte er unter Giovanni Battista Mazzaferrata († 1681) in Ferrara.
Erste Erfolge als Komponist hatte Agostini in Genua, hier komponierte er zwei Opern, die am Teatro Falcone aufgeführt wurden, zwei weitere Opern komponierte er für das Teatro Ducale in Mailand. Wegen unmoralischen Verhaltens wurde er aus Genua verbannt und zog nach Rom.
Nach erfolgreichen Opernaufführungen in Rom verschaffte ihm Fürst Giovanni Battista Pamphili (1648–1709) das Amt des Musikdirektors an der Kirche Sant’Agnese in Agone. Wegen mangelnder Opernaufträge verließ Agostino Rom und fand ab September 1697 eine Anstellung als Kapellmeister am Hof des Herzogs von Parma, Ranuccio II. Farnese. Fast zeitgleich übernahm er von Simpliciano Olivo (1594–1680) das Amt des Kapellmeisters an der herzoglichen Basilica di Santa Maria della Steccata. Nur ein Jahr später starb Agostini plötzlich.
Insgesamt komponierte Agostini acht Bühnenwerke, von denen einige verschollen sind. Zu seinen besten Werken zählen die etwa 30 weltlichen Kantaten, die denen von Alessandro Stradella nahestehen.

## Werke (Auswahl)

### Opern
- Tolomeo. Oper (Venedig)
- mit Lodovico Busca und Pietro Andrea Ziani: Ippolita. Regina delle Amazone, auch L'Arianna, Oper in drei Akten, Libretto: Carlo Maria Maggi, Uraufführung 1870 in Mailand RISM ID: 850009710
- La Constanza di Rosmonda. Oper (Genua 1670)
- Gl'inganni innocenti oder L Adalinda. Oper (Arissia 1673, als Gl Inganni Innocenti)
- Il ratto delle Sabine, Oper in drei Akten, Libretto: Giacomo Francesco Bussani, Uraufführung während des Karnevals 1680 im Teatro San Giovanni Crisostomo in Venedig RISM ID: 850003978
- Floridea. Oper (Venedig 1687)

### Kantaten
- Là dove all'herbe in seno d'un' pargoletto rio, für Bass und Basso continuo RISM ID: 806918854